# میکی ایتو (بازیکن فوتبال)
میکی ایتو (انگلیسی: Miki Ito؛ زادهٔ ۱۰ سپتامبر ۱۹۹۵) بازیکن فوتبال اهل ژاپن است.
از باشگاه‌هایی که در آن بازی کرده‌است می‌توان به باشگاه فوتبال آی ان ای سی کوبه لئونسا اشاره کرد.